# Liopsetta
Liopsetta – rodzaj ryb z rodziny flądrowatych.

## Występowanie
Wody słone, półsłone i słodkie gdzie może wchodzić w dolne rejony rzek.

## Klasyfikacja
Gatunki zaliczane do tego rodzaju:
- Liopsetta glacialis - lodzica[3]
- Liopsetta pinnifasciata